# 原口聞一
原口 聞一（はらぐち ぶんいち、1873年9月23日 - 1935年6月12日）は、おもに清末から満州国の時代の中国東北部で活動した、日本の実業家。初期の「満州浪人」（大陸浪人）の代表的人物とされた。

## 経歴
長崎県西彼杵郡瀬戸村に生まれる。
東京帝国大学に学ぶが、在学中から東亜同文会の設立などに関わり、1899年に大学を中退し、清末の中国へ渡った。
その後は、中国東北部における日系の様々な事業に関わり、1900年に日華合弁清和社長となったのをはじめ、数社の重役に名を連ねた。
1905年に大連で創刊された『満洲日日新聞』に立ち上げ段階から関わり、1909年に奉天支局長となった。
1911年の辛亥革命に際して、革命党を援助したとして退去を強いられ帰国したが、1913年に再び大陸へ渡り、1914年には奉天居留民会長となった。他にも、奉天取引所副会頭、奉天商工会議所副会頭や、満州土地建物、満州殖産銀行などの重役を歴任した。
1923年には、奉天在住のまま、衆議院長崎県第3選挙区補選に立憲政友会から出馬したが、当選は果たせなかった。1924年の第15回衆議院議員総選挙でも当選はしなかった。
1935年6月12日に満州で病没した。